# 人民 (刊物)
《人民》是菲律宾共产党中央委员会官方出版物，也被作为菲律宾共产党的“新闻机构”的代名词。它描述党的行动，表达党对问题和事件的观点。
《人民》是半月刊，每个月的第七日和第二十一日出版，重大事件发生时发布额外的“特刊”。它总是先以菲律宾语出版，随后翻译为英语、宿务语、伊洛卡诺语、瓦瑞語和希利盖农语。